# PAL制式

採用PAL制的國家（藍色）

PAL制式是電視廣播中色彩調頻的一種方法，全名為逐行倒相（Phase Alternating Line）。除了北美、東亞部分地區使用NTSC制式，中東、法國及東歐採用SECAM制式以外，世界上大部份地區都是採用PAL制式。PAL于1963年由德國人沃尔特·布鲁赫提出，當時他為德律風根（Telefunken）工作。

## 歷史
1950年代，西欧正計劃彩色電視廣播；不過当時NTSC制式本身已有不少缺陷，包括当接收条件差時容易發生色相轉移（color tone shifting）現象，所以有人戲稱NTSC制式為Never The Same Color（不會重現一樣的色彩）。為了克服NTSC制式本身的缺点，欧洲有需要自行研發適合欧洲本土的彩色電視制式，就是後来的PAL制式及SECAM制式。而兩者圖像頻率同為50Hz，不同於NTSC的60Hz，適合欧洲本身的50Hz交流電源頻率。
PAL制式由沃尔特·布鲁赫設計，1963年面世。英国廣播公司是最早使用PAL制式的電視台，於1964年在BBC2試播，1967年正式開始全彩廣播。西德在1967年開始PAL制式廣播。國際電信聯盟在1998年正式在其出版物將PAL制式正式定義為Recommendation ITU-R BT.470-6, Conventional Television Systems。
「PAL」有時亦被用來指625線、每秒25格、隔行掃描、PAL色彩調頻的電視制式（576i），它與525線、每秒29.97格、隔行掃描的NTSC制式（480i）不同。市售的DVD-Video一般都会標示NTSC或PAL制。

## 原理
PAL發明的原意是要在兼容原有黑白電視廣播格式的情況下加入彩色訊號。PAL的原理與NTSC接近。「逐行倒相」的意思是每行掃瞄線的彩色訊號會跟上一行倒相，作用是自動改正在傳播中可能出現的錯相。早期的PAL電視機沒有特別的組件改正錯相，有時嚴重的錯相仍然會被肉眼明顯看到。近年的PAL電視機會把上行的色彩訊號跟下一行的平均起來才顯示，這樣PAL的垂直色彩解像度會低於NTSC；但人眼對色彩的靈敏不及對光暗，因此這並不是明顯問題。
NTSC電視機需要色彩控制（tint control）來手動調節顏色，這亦是NTSC的最大缺陷之一。

## 不同的PAL
PAL本身是指色彩系統，經常被配以625線、每秒25格畫面、隔行掃瞄的電視廣播格式：如B、G、H、I、N。亦有PAL是配以其他解像度的格式：例如巴西使用的M廣播格式為525線、29.97格（與NTSC格式一樣），用NTSC彩色副載波，但巴西是使用PAL彩色調頻的。現在大部分的PAL電視機都能收看以上所有不同系統格式的PAL。很多PAL電視機更能同時收看基頻的NTSC-M，例如電視遊戲機、錄影機等等的NTSC訊號，但是它們不一定可以接收NTSC廣播。
當影像訊號是以基頻傳送時（例如電視遊戲機、錄影機等等），便再沒有以上所說各種以「字母」區分廣播格式的分別了。這情況下，PAL的意思是指：625條掃瞄線、每秒25格畫面、隔行掃瞄、PAL色彩調頻。對數碼影像如DVD或數碼廣播，制式亦沒有分別，這情況下PAL是指：625條掃瞄線、每秒25格畫面、隔行掃瞄；即是跟SECAM一模一樣。
英國、香港、澳門使用的是PAL-I，中國大陸使用的是PAL-D，新加坡使用的是PAL B/G或D/K。

## PAL放送的電影
電影一般是以每秒24格拍攝。電影在PAL制式電視播影時會以每秒25格播放，播放的速度因而比電影院內或NTSC電視廣播加快了4%。這種差別不太明顯，但電影內的音樂會因而變得高了一個半音。如果電視台在廣播時沒有加以調校補償，仔細聆聽便會發現。

## 使用PAL制式的国家和地区
目前使用或曾经使用PAL系统的国家和地区列表。 其中许多已经转换或正在将PAL转换为DVB-T（大多数国家）、DVB-T2（大多数国家）、DTMB（中国大陆、香港和澳门）和ISDB（斯里兰卡、马尔代夫、博茨瓦纳和南美洲部分国家）。

### PAL B, D, G, H, K 或 I
| - 阿富汗（曾使用SECAM制式） - 安哥拉 - 巴林 （目前DVB-T正在评估中） - 不丹 - 保加利亚 - 英屬印度洋領地 - 喀麦隆 - 中国（使用DMB-T / H的数字广播） - 庫克群島（参见新西兰） - 埃及（1990-1992间从SECAM上迁移） - 赤道几内亚 - 衣索比亞 - 福克蘭群島 （只使用UHF） - 格陵兰 - 香港 （自2007年12月31日起开始施行PAL-I，DMB-T / H，並已於2020年12月1日放弃PAL-I广播） - 印度尼西亞 （将于2018年放弃PAL广播；自2008年至2012年，逐步迁移讲DVB-T至DVB-T2，政府计划在2014年4月免费赠送700万个STB DVB-T2） - 伊拉克 （目前DVB-T正在评估中） - 约旦 （目前DVB-T正在评估中） - 科威特 - （曾经在PAL-M中进行实验） - 黎巴嫩 （对黎巴嫩频道使用PAL制式，来自欧美的频道不采用广播模拟） - 賴索托 - 利比亞 - 澳門 （自2008年7月15日起开始施行PAL-I，DMB-T / H） - 马拉维 | - 马来西亚 （逐步从模拟信号迁移至DVB-T2数字信号，从2015年开始至2017年成功完成迁移，定於2019年10月放棄PAL廣播） - 馬爾地夫 - 莫桑比克 - 瑙鲁 - 尼泊尔 - 纽埃 - 诺福克岛（参加澳大利亚） - （曾使用SECAM制式，也有DVB-T2数字电视） - 阿曼（目前DVB-T正在评估中） - 巴基斯坦 - 巴勒斯坦 （目前DVB-T正在评估中） - 圣赫勒拿、阿森松和特里斯坦-达库尼亚 （由BFBS运营的两种PAL-I模拟信号电视服务） - 萨摩亚 - 塞舌尔 - 新加坡 - 南蘇丹 - 斯里蘭卡 - 苏丹 - 叙利亚（同时使用SECAM） - 泰國 （将于2020年放弃PAL广播将在2020年被弃。联播DVB-T2。） - 东帝汶 - （PAL广播被弃。定于2015年6月15日关闭模拟信号。联播DVB-T。） - 乌干达 - 越南 - 葉門 （DVB-T introduction） - 辛巴威 |

### PAL-M
- 巴西[1]在ISDB-Tb（英语：ISDB-T International）中联播数字格式，也称为SBTVD，于2007年12月更新至ISDB-T。PAL将一直持续到2018年。）

### PAL-N
- 阿根廷[1]（在ISDB-T基础上的H264视频，at 576i@50 Hz (SD) or 1080i@50 Hz (HD)）
- 巴拉圭[1]（同时使用 ISDB-T）
- 乌拉圭[1]（将使用 ISDB-T）

### 已经停止使用PAL制式的国家
以下国家不再将PAL制式用于地面广播，并正在从PAL（有线）迁移至DVB-C。
| 国家         | 迁移至                    | 迁移完成日     |
| ------------ | ------------------------- | -------------- |
| 阿尔巴尼亚   | DVB-T                     | 2015年6月17日  |
| 安道尔       | DVB-T                     | 2007年9月25日  |
|              | DVB-T                     | 2013年12月10日 |
| 奥地利       | DVB-T 和 DVB-T2           | 2011年6月7日   |
|              | DVB-T                     | 2015年6月17日  |
| 比利时       | DVB-T                     | 2010年3月1日   |
|              | DVB-T                     | 2015年1月1日   |
| 保加利亚     | DVB-T                     | 2013年9月30日  |
| 柬埔寨       | DVB-T2                    | 2015年1月1日   |
|              | DVB-T                     | 2010年10月20日 |
| 賽普勒斯     | DVB-T                     | 2011年7月1日   |
| 捷克         | DVB-T                     | 2012年6月30日  |
| 丹麦         | DVB-T 和 DVB-T2           | 2009年11月1日  |
| 爱沙尼亚     | DVB-T                     | 2010年7月1日   |
| 法罗群岛     | DVB-T                     | 2002年12月     |
| 芬兰         | DVB-T                     | 2007年9月1日   |
|              | DVB-T                     | 2015年7月1日   |
| 德国         | DVB-T 和 DVB-T2           | 2009年6月4日   |
|              | DVB-T2                    | 2015年6月      |
| 希腊         | DVB-T                     | 2015年2月6日   |
| 直布罗陀     | DVB-T                     | 2012年12月31日 |
| 根西         | DVB-T                     | 2010年11月17日 |
| 匈牙利       | DVB-T 和 DVB-T2           | 2013年10月31日 |
| 冰島         | DVB-T 和 DVB-T2           | 2015年2月2日   |
| 印度         | DVB-T                     | 2015年3月31日  |
| 伊朗         | DVB-T                     | 2014年12月19日 |
| 爱尔兰       | DVB-T                     | 2012年10月24日 |
| 马恩岛       | DVB-T                     | 2012年10月24日 |
| 以色列       | DVB-T                     | 2011年6月13日  |
| 義大利       | DVB-T                     | 2012年7月4日   |
| 澤西         | DVB-T                     | 2010年11月17日 |
|              | DVB-T                     | 2015年3月      |
| 拉脫維亞     | DVB-T                     | 2010年6月1日   |
| 立陶宛       | DVB-T                     | 2012年10月29日 |
| 盧森堡       | DVB-T                     | 2006年9月1日   |
| 北馬其頓     | DVB-T                     | 2013年5月31日  |
| 馬爾他       | DVB-T                     | 2011年10月31日 |
| 摩納哥       | DVB-T                     | 2011年5月24日  |
| 蒙特內哥羅   | DVB-T                     | 2015年6月17日  |
| 纳米比亚     | DVB-T                     | 2014年9月13日  |
| 荷蘭         | DVB-T                     | 2006年12月14日 |
| 新西兰       | DVB-T                     | 2013年12月1日  |
| 挪威         | DVB-T 和 DVB-T2           | 2009年12月1日  |
| 波蘭         | DVB-T                     | 2013年7月23日  |
| 葡萄牙       | DVB-T                     | 2012年4月26日  |
|              | DVB-T 和 DVB-T2           | 2012年2月13日  |
| 羅馬尼亞     | DVB-T                     | 2016年         |
| 卢旺达       | DVB-T                     | 2014年3月      |
| 沙烏地阿拉伯 | DVB-T 和 DVB-T2           | 2012年2月13日  |
| 塞爾維亞     | DVB-T2                    | 2015年6月7日   |
| 南非         | DVB-T                     | 2015年         |
| 圣马力诺     | DVB-T                     | 2010年12月2日  |
| 斯洛維尼亞   | DVB-T                     | 2010年12月1日  |
| 斯洛伐克     | DVB-T                     | 2012年12月31日 |
| 西班牙       | DVB-T                     | 2010年4月3日   |
| 瑞典         | DVB-T                     | 2007年10月29日 |
| 瑞士         | DVB-T                     | 2007年11月26日 |
| 坦桑尼亚     | DVB-T                     | 2014年7月      |
| 土耳其       | DVB-T                     | 2015年3月3日   |
| 阿联酋       | DVB-T 和 DVB-T2           | 2012年2月13日  |
| 乌克兰       | DVB-T 和 DVB-T2           | 2016年12月31日 |
| 英国         | DVB-T (SD) 和 DVB-T2 (HD) | 2012年10月24日 |
| 尚比亞       | DVB-T2                    | 2014年12月31日 |